# Brachymenium patulum
Brachymenium patulum là một loài Rêu trong họ Bryaceae. Loài này được (Müll. Hal.) Schimp. mô tả khoa học đầu tiên năm 1872.